# 马勒 (安特卫普省)
马勒（荷蘭語：Malle，荷蘭語發音：[ˈmɑlə] ⓘ）是比利时弗拉芒大區安特衛普省安特衛普區的一个市镇，通行荷蘭語，是弗拉芒社群的一部分，面积51.99平方千米，人口15,602人（2020年1月1日）。

## 友好城市
- 法國 圣萨万